# Wybory do Lokalnej Rady Samorządowej Nauru w 1963 roku
Czwarte wybory do Lokalnej Rady Samorządowej Nauru miały miejsce pod koniec 1963 roku. Wszyscy politycy uzyskali reelekcję, a na przewodniczącego rady ponownie wybrano Hammera DeRoburta.
| Okręg wyborczy | Wybrani posłowie              |
| -------------- | ----------------------------- |
| Aiwo           | Raymond Gadabu                |
| Anabar         | Agoko Doguape                 |
| Anetan         | Roy Degoregore                |
| Boe            | Hammer DeRoburt               |
| Buada          | Austin Bernicke               |
| Meneng         | Ategan Bop                    |
| Ubenide        | Buraro Detudamo, Victor Eoaeo |
| Yaren          | Joseph Audoa                  |
| Źródło:        |                               |

W grudniu 1964 odbyły się wybory uzupełniające w dystrykcie Aiwo. Czterech kandydatów starało się wejść w miejsce Raymonda Gadabu, który zmarł. Wybory wygrał Edwin Tsitsi.